# Sour El Aaz
Sour El Aaz (franska: Sour El Aaz (CR), Sour El Aaz (Commune Rurale), arabiska: سيدي عيسى بن سليمان) är en kommun i Marocko.   Den ligger i provinsen El Kelaâ des Sraghna och regionen Marrakech-Safi, i den nordöstra delen av landet, 240 km söder om huvudstaden Rabat. Antalet invånare är 3 910.